# Truecrypt
TrueCrypt är fri programvara som används för transparent kryptering i realtid. Programmet kan skapa virtuella krypterade diskar inuti en fil, på en volym inuti en enhet, en partition eller ett helt lagringsmedia. Programmet kan kryptera Windows bootpartition eller hela bootdisken, och kan också skapa ett gömt operativsystem. Programmet har öppen källkod och distribueras under TrueCrypt Collective License. TrueCrypt kan köras i Microsoft Windows, Mac OS och Linux.
De individuella algoritmerna som stöds av TrueCrypt är AES, Serpent och Twofish. Fem olika kombinationer finns också med kombinerade algoritmer: AES-Twofish, AES-Twofish-Serpent, Serpent-AES, Serpent-Twofish-AES och Twofish-Serpent. De kryptografiska hash-funktionerna som används av TrueCrypt är RIPEMD-160, SHA-512, och Whirlpool.
I maj 2014 gick truecrypt.org ut med en varning om att programmet inte längre är säkert att använda och sedan dess är TrueCrypt officiellt nedlagt. Enligt egen utsago beror detta på att Microsoft har slutat tillhandahålla uppdateringar av Windows Xp. Detta trots att TrueCrypt stödjer flera andra operativsystem. Open Crypto Audit Project undersöker källkoden och hade i augusti 2014 inte påträffat några brister i koden som skulle tala för osäkerheter.
En fristående grupp programmerare försöker återuppliva TrueCrypt-projektet på hemsidan TCnext från vilken även ett flertal språkversioner, inklusive på svenska finns att hämta. Den senaste fullständiga officiella versionen TrueCrypt 7.1a finns också att hämta från deras hemsida. TrueCrypt 7.2 är enbart avsedd att överföra TrueCrypt-krypterade filer till i första hand Windows BitLocker men den finns även för andra operativsystem.